# Union Station (Érié)
 (décembre 2021).
Le contenu est difficilement compréhensible vu les erreurs de traduction, qui sont peut-être dues à l'utilisation d'un logiciel de traduction automatique.
Pour les articles homonymes, voir Union Station.
Union Station est une gare ferroviaire americaine située à Érié dans l'État de Pennsylvanie et est desservie par Amtrak. Le train Lake Shore Limited s'arrête en gare une fois par jour en provenance de Chicago ou Boston-New York. Ouverte en 1927, elle est la première gare des États-Unis construite dans un style architectural Art déco. Le rez-de-chaussée de la station a été réaménagé en espaces commerciaux, y compris une microbrasserie The Brewerie at Union Station.

## Situation ferroviaire
Union Station est dans le centre-ville d'Érié sur West 14th Street entre Peach Street et Sassafras Street. La gare est située sur le Lake Shore Subdivision exploité par CSX Transportation à marqueur de mile 86,9. Elle est 700 km à l'est de Chicago Union Station, 840 km à l'ouest de New York Penn Station, et 1 160 km de Boston South Station. La prochaine station à l'ouest d'Érié est Buffalo-Depew, et à l'est Cleveland Lakefront.

## Histoire
Au cours les années 1840 et 1850, une vague d'activité de construction ferroviaire a amené l'achèvement de quatre chemins de fer convergent à Érié. Une rupture d'écartement entre deux des chemins de fer — l'Erie and North East Railroad et le Franklin Canal Company — a assuré les citoyens d'Érié ont tiré profit les retards en transférer des cargaison de l'un à l'autre. Quand il a été proposé en 1853 standardiser les écartements pour permettre les trains direct, un conflit connu comme l' « Erie Gauge War » résultait. Les résidents d'Érié a vu celle comme un empêchement à Érié devienne un port majeur sur les Grands Lacs. Ils ont démantelé des ponts ferroviaires et ils ont arraché des rails de la ville pour essayer d'empêcher la standardisation. Pour résoudre le conflit, les deux chemins de fer ont apporté des soutiens pour la construction du Erie and Pittsburgh Railroad et du Sunbury and Erie Railroad. Le Cleveland, Painesville, and Astabula Railroad a acheté le Franklin Canal Company en 1854. Quelques années plus tard, le Erie and North East Raiload a fusionné avec le Buffalo and State Line a se formé le Buffalo and Erie Railroad. Le Sunbury and Erie Railroad a renommeé le Philadelphia and Erie Railroad en 1861. Le Pennsylvania Railroad a acquis rapidement le Philadelphia and Erie par un bail de 999-ans et a financé l'achèvement de la ligne en 1864.
La première gare située à Érié a été construite en 1851 et est constituée d'un simple bâtiment en brique. Le futur président des États-Unis Abraham Lincoln s'est adressé à une foule en dehors de cette gare le 16 février 1861 pendant qu'il voyageait à Washington, D.C pour son investiture.
La construction de la nouvelle gare a commencé au début de 1865 comme une entreprise commune entre les chemins de fer Cleveland, Painesville and Ashtabula et Buffalo and Erie. Elle a été achevée en février 1866. Les chemins de fer d'Erie and Pittsburgh et de Philadelphia and Erie ont loué aussi des portions de la nouvelle gare pour leurs services. Le Philadelphia and Erie a continué opérer une gare de marchandise dans State Street au dessous de l'hôpital Hamot pendant des plus plusieurs années après.
Cette gare, connue sous le nom d'Union Depot est construite en brique dans le style néo-roman sur la Peach Street entre deux jeux des voies ferrées. Elle fait 10 mètres de haut et dispose d'une coupole caractéristique. Ses quais ont s'étendu 150 m vers Sassafras Street à long les deux côtes de la gare. La gare était équipée avec les équipements modernes du jour y compris des éclairages extérieurs au gaz, un salon de barbier, des parloirs pour les hommes et les femmes, et une salle à manger. Le deuxième étage a contenu des bureaux et des dortoirs pour les agents des chemins de fer.
Le Cleveland, Painesville and Astabula est devenu le Lake Shore and Michigan Southern Railway en 1869 et il a absorbé le Buffalo and Erie plus tard dans l'année. Le Pennsylvania Railroad a loué le Erie and Pittsburgh pour 999-ans en 1870. Le 5 mars 1902, près de 10 000 personnes ont rassemblé à Union Depot accueillir Henri de Prusse pendant son voyage aux Êtats-Unis. Le prince a resté pour approximent 10 minutes avant son train a continué à Buffalo et Niagara Falls,. Le 22 décembre 1914, le Lake Shore and Michigan Southern a été fusionné avec le New York Central Railroad.